# Пеленский, Ярослав Богданович
Ярослав Богданович Пеленский (12 апреля 1929, Варшава — 20 февраля 2022) — американский историк и политолог. Профессор (1964). Иностранный член НАН Украины (1992). Действительный член Украинской свободной академии наук, Научного общества имени Шевченко.

## Биография
Родился в Варшаве. Учился в Вюрцбургском (1948—1949) и Мюнхенском (1950—1955) университетах. Защитил докторские диссертации на темы: «Украинская национальная мысль в свете творчества М. Грушевского и В. Липинского» в Мюнхенском университете (1957) и «Московские имперские претензии к Казанскому ханству: Исследования становление имперской идеологии» в Колумбийском университете (1968). Доцент Кингс-колледжа (1958—1961), профессор истории Американского университета в Вашингтоне (1964—1967), Университета Айовы (1967—1998). Член редколлегии журнала «Континент» (Париж—Москва; с 1983). Редактировал журнал-альманах «Віднова» (1984—1987). С 1987 — президент Восточноевропейских исследований института имени. Липинского в Филадельфии (США). Председатель фонда О. и Т. Антонович (1987). Директор Института восточноевропейских исследований НАН Украины (1993—2008; с 2001 — Институт европейских исследований НАН Украины).
Умер 20 февраля 2022 года.

## Публикации
Автор трудов по истории Восточной Европы эпохи позднего средневековья и раннего нового времени, украинско-польских отношений, украинской общественно-политической мысли XX века и политологии, в частности, исследований В. Липинского, обзоров украинской советской историографии 1950-60-х гг., истории взаимоотношений Великого княжества Московского и Казанского ханства в XIV-XV веках и ряда других. Под редакцией Пеленского изданы «Украина на переломе 1657—1659» Липинского (Филадельфия, 1991), сборник статей и материалов «Вячеслав Липинский: Историко-политологическое наследие и современная Украина» (Киев—Филадельфия, 1995), «Письма к братьям-земледельцам» Липинского (Киев—Филадельфия, 1995), «Воспоминания» П. Скоропадского (Киев—Филадельфия, 1995), «Вячеслав Липинский: Переписки» (т. 1: «А—Ж». Киев—Филадельфия, 2003) и многие другие.